# 셀티아르드나르드네스

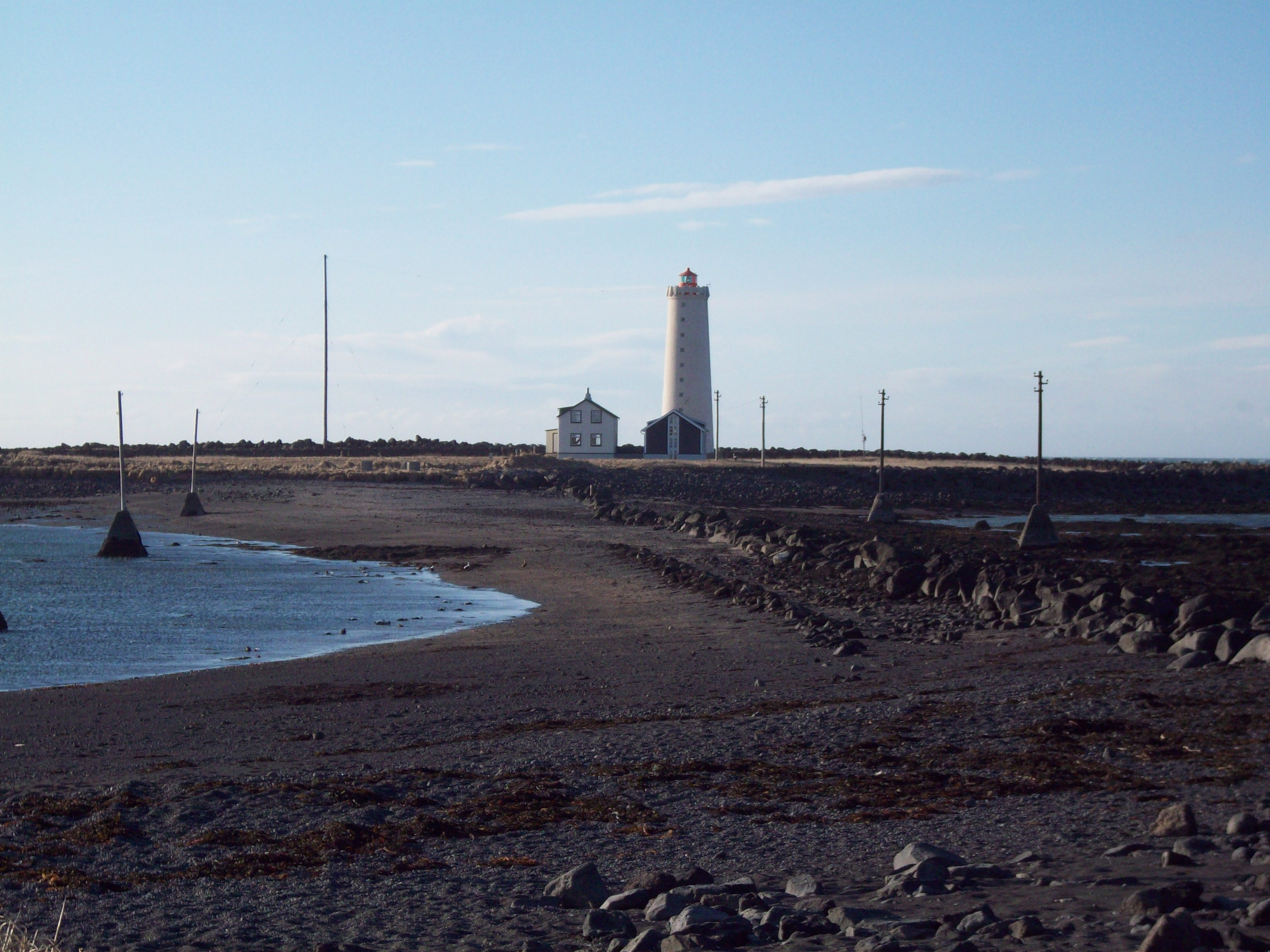
셀티아르드나르네스에 있는 등대

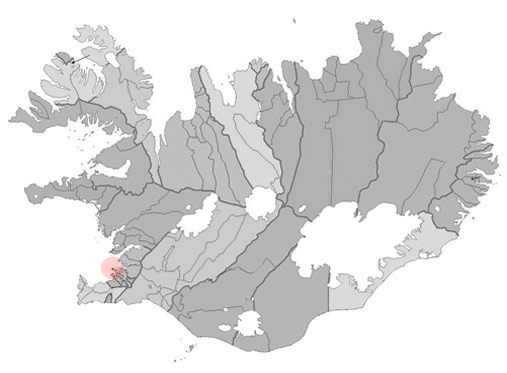
셀티아르드나르네스의 위치

셀티아르드나르네스(아이슬란드어: Seltjarnarnes)는 아이슬란드 남서부에 위치한 도시로 인구는 1,010명(2011년 기준)이다. 행정 구역상으로는 회뷔드보르가르스바이디에 속하며 도시 이름은 아이슬란드어로 "물범 기름의 곶"을 뜻한다. 제2차 세계 대전 직후인 1947년에 시로 승격되었다. 아이슬란드의 시 중에서 면적이 가장 작은 곳이기도 하다.